# Henri-Alfred Darjou
Henri-Alfred Darjou, né le 13 octobre 1832 à Paris et mort le 22 novembre 1874 dans le 7e arrondissement de Paris, est un artiste peintre et dessinateur français.

## Biographie
Fils du portraitiste Victor Darjou (1804-1877), Alfred Darjou étudie avec son père et Léon Cogniet et expose pour la première fois au Salon de 1853.

## Œuvres
Sa représentation d'une exécution des Fédérés est souvent utilisée pour illustrer la Commune de Paris.

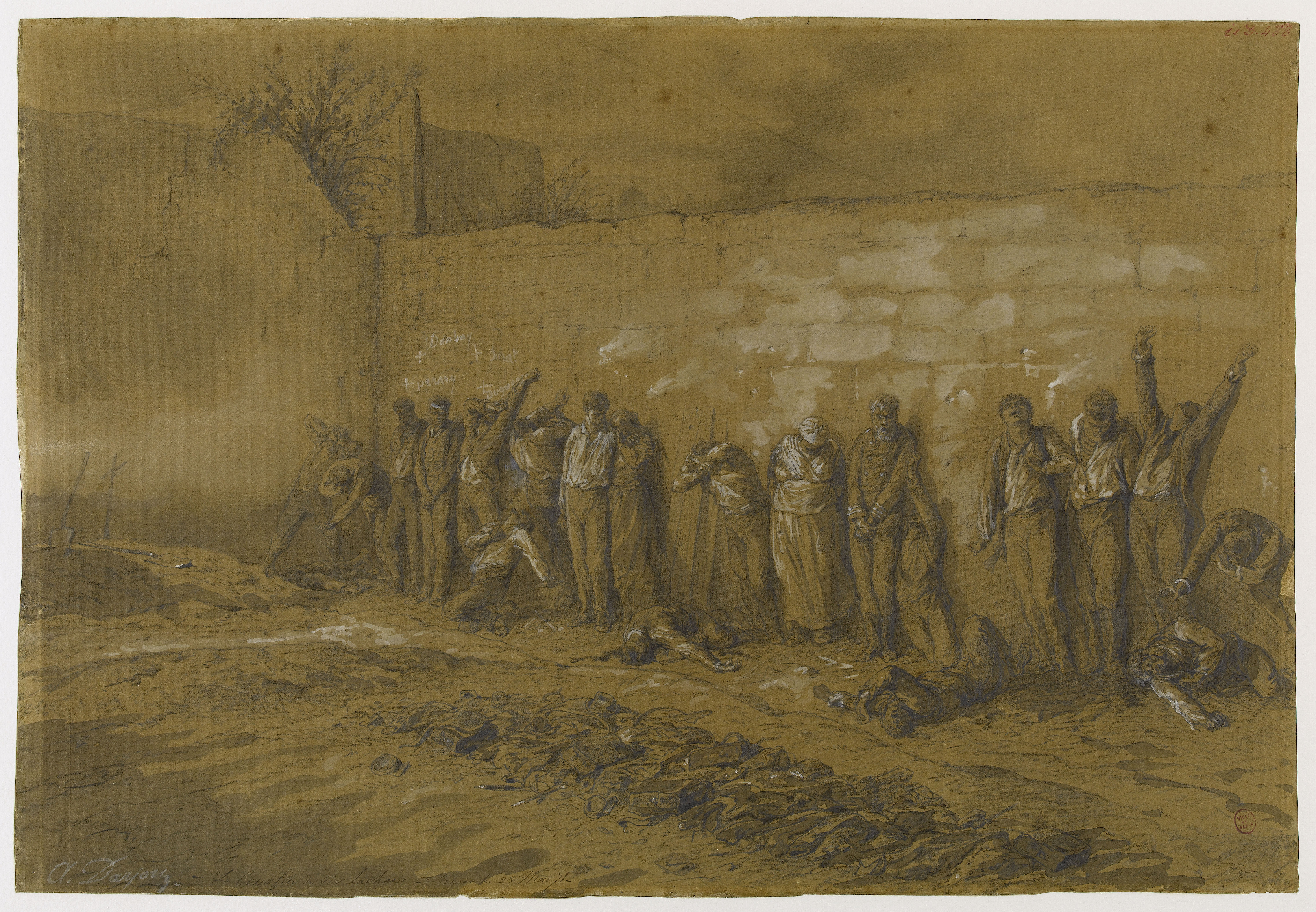
Exécution des derniers communards au cimetière du Père-Lachaise le 28 mai 1871, dessin par Darjou.

On lui doit par ailleurs l'une des rares représentations du second voyage de Napoléon III en Algérie (1865) - la voiture impériale étant acclamée par la foule indigène -, œuvre datée de 1867.

## Œuvres répertoriées
- Quimper, Musée départemental breton, "Noce bretonne", huile sur toile, 1858
- Quimper, Musée départemental breton, "Voyage comique et pittoresque en Bretagne", album de lithographies, Paris, 1859
- Quimper, Musée départemental breton, dessins préparatoires pour le "Voyage comique et pittoresque en Bretagne"
- Quimper, Musée départemental breton, "Femme de Pluméliau", encre et aquarelle, dessin préparatoire pour une lithographie
- Quimper, Musée départemental breton, "Paysan breton et cochon", encre et aquarelle sur papier

## Livres
A. Wachter " La guerre de 1870-71 histoire politique et militaire ", illustrations de A. Darjou, chez E. Lachaud Éditeur, Paris, 1873.